# Ileana Moschos
Ileana Moschos (14 de novembro de 1976) é uma ex-futebolista grega que atuava como goleira.

## Carreira
Ileana Moschos representou a Seleção Grega de Futebol Feminino, nas Olimpíadas de 2004. 